# Sublime
Sublime – amerykański zespół muzyczny; przedstawiciel stylu ska punk i tzw. „trzeciej fali”. Jeden z najważniejszych zespołów tego nurtu. Założony w 1988 w Long Beach w Kalifornii. Okres największej popularności grupy przypada na lata 90. W jej skład od momentu powstania aż do rozwiązania wchodzili: Bradley Nowell (wokal i gitara), Eric Wilson (gitara basowa) i Bud Gaugh (perkusja). Maskotką grupy był Lou Dog, dalmatyńczyk Nowella, do którego odnosiły się niektóre utwory i teledyski Sublime (chociażby What I Got i Santeria). W 1996 roku Nowell zmarł w wyniku przedawkowania heroiny; po jego śmierci zespół został rozwiązany. W 1997 roku wydane zostały pośmiertne utwory z wokalem Nowella, takie jak Wrong Way, Doin' Time, April 29, 1992 (Miami), What I Got oraz Santeria, z których dwa ostatnie są uznawane za najważniejsze i najpopularniejsze dzieła w historii grupy.

## Skład
Grupę tworzyli:
- Bradley Nowell – śpiew, gitara
- Eric Wilson – basowa
- Bud Gaugh – perkusja

## Dyskografia
- 40 Oz. to Freedom (1992)
- Robbin’ the Hood (1994)
- Sublime (1996)
- Secondhand Smoke (1997)
- Stand by Your Van (LIVE) (1998)
- Acoustic-Bradley Nowell & Friends (1998)
- 20th Century Masters: Millennium Collection (2002)